# Heinrich David Stüve

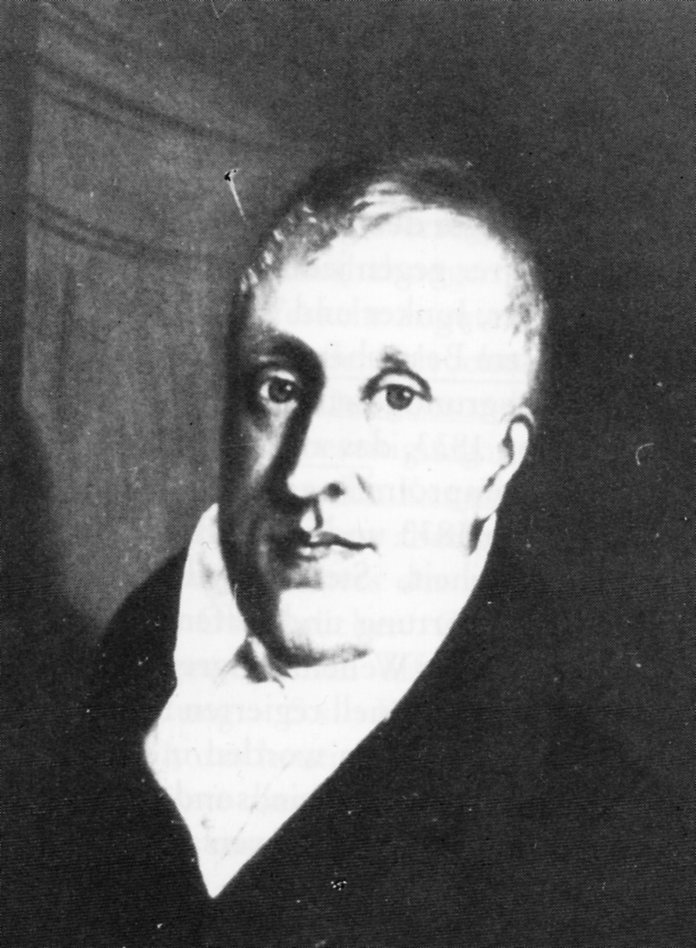
Heinrich David Stüve

Heinrich David Stüve (* 10. Januar 1757 in Osnabrück; † 10. Mai 1813 in Osnabrück) war ein promovierter Jurist und Bürgermeister der Stadt Osnabrück.

## Familie
Stüve war ein Sohn des Osnabrücker Stadtsyndikus Johann Eberhard Stüve (1715–1798). Er war seit 1784 verheiratet mir Margarethe Agnes Berghoff, Tochter des Kanzleirats Berghoff. Der Ehe entstammten die Tochter Johanne (* 1787) und die Söhne Ernst (* 1789), Friedrich (* 1791), August (* 1794) und Carl (* 1798).

## Leben
Nach dem Besuch des Ratsgymnasiums Osnabrück studierte Stüve 1776–1779 an den Universitäten Jena und Göttingen. Anschließend ließ er sich als Rechtsanwalt in Osnabrück nieder. Im Jahr 1784 promovierte er an der Universität Harderwijk. Seine politische Laufbahn begann, als er 1792 in den Osnabrücker Stadtrat gewählt wurde. 1797 wurde er zweiter, 1804 erster Bürgermeister der Stadt. Das Amt hatte er bis Abschaffung des Magistrats 1808 inne. Im Juni 1808 wurde Stüve zum Maire des neu geschaffenen Kantons Osnabrück ernannt. Als ihm 1812 die Wahl gelassen wurde zwischen dem Amt des Maire und der Mitgliedschaft im Corps législatif in Paris, entschied er sich für letzteres. 1813 kehrte er nach Osnabrück zurück und starb wenige Monate später an Typhus.